# سائد بشير الهواري
سائد الهواري (2 مارس 1977 -)، مخرج وممثل أردني.

## حياته ونشأته
والده الأديب بشير الهواري، له العديد من الأعمال الفنية سواء على مستوى الإخراج أو على مستوى التمثيل.

## مسيرته
بدأ مشواره الفني منذ الصغر، تقريباً في سن الخامسة، حيث مثّل في عدة أعمال تلفزيونية ومسرحية منها: "أبناء الضياع"، "جلجامش". توفي والده أثناء دراسته، بدا المشوار الإخراجي مساعد مخرج اعتمادًا على قراءاته ومكتبة والدة الأديب ومعاصرته لجيل الكبار وتتلمذته على أيديهم. ووقف هواري خلف الكاميرا مخرجاَ للمرة الأولى عام 2000م، وأخرج مسلسل "الحلم والانتظار، ومن بعده بقايا رماد، الطوفان والغروب الأخير، وتوالت بعدها أعماله في الدراما الخليجية.

## أعماله

### الإخراج
بيت حموله -مسلسل - 2025م من تأليف جميله جمعة، وبطوله الهام الفضالةر، ليالي دهراب
- خواتي غناتي- مسلسل- 2024م من تأليف جميلة جمعة، وبطولة إلهام الفضالة، وفيصل العميري.
- إنسانيات (غصة حب)- مسلسل- 2023م، من تأليف وليد عماد، وبطولة منيا قديس، وعبدالله المجالي.
- حياتي المثالية- مسلسل- 2023م، من تاليف مريم الهاجري، وبطولة كل من: خالد امين ، وأحمد إيراج.
- عيلة طابقين- مسلسل- 2023م، من تاليف براء شلش، وبطولة كل من: نادرة عمران، عيسى سويدان.
- الزاهرية- مسلسل- 2022م، من تأليف أمل فاران، وبطولة عبدالإله السناني، وسناء بكر يونس
- هند- مسلسل- 2022م، من تاليف سليمان أبو شارب، وبطولة كاترين علي، ونبيل باعيسى.
- أمينة حاف- مسلسل- 2021م، من تأليف علي دوحان، وبطولة كل من: إلهام القضالة، وطيف.
- يجيب الله مطر- مسلسل- 2021م، من تأليف علي دوحان.
- الكون في كفة- مسلسل- 2020م، من تأليف علي دوحان.
- حارس الجبل- مسلسل- 2020م، من تأليف عادل الجابري
- رياح السموم- مسلسل- 2020م، من تأليف سليمان أبو شارب.
- 25 دقيقة - مسلسل- 2019م
- عطيتك عيوني- مسلسل- 2019م
- التاسع من فبراير - مسلسل- 2018م.
- آخر المطاف- مسلسل- 2017م
- كان في كل زمان- مسلسل- 2017م
- بين قلبين- مسلسل- 2016
- طريق المعلمات- مسلسل- 2016م
- الحب الحلال- مسلسل- 2015م
- سعد وخواته- مسلسل- 2015م
- ريحانة - مسلسل- 2014م
- للحب جنون- مسلسل- 2014م
- الواجهة - مسلسل- 2013م
- جار القمر- مسلسل- 2013م
- عطر الجنة- مسلسل- 2013م
- مطلقات صغيرات- مسلسل- 2013م
- أيام العمر- مسلسل- 2012م
- الجليب- مسلسل- 2011م
- بنات الثانوية- مسلسل- 2011م
- الحبيب الأولي- مسلسل- 2010م
- ايام السراب- مسلسل- 2009م
- أسوار (ج2) - مسلسل- 2008م
- الرحيل- مسلسل- 2008م
- خوات موسى- مسلسل- 2007م
- عمشة بنت عماش- مسلسل- 2007م
- أسوار (ج1)- مسلسل 2006م
- خد وخل- مسلسل- 2006م
- الغروب الأخير- مسلسل- 2005م
- شروق- مسلسل- 2005م
- لوحة حب- مسلسل- 2005
- الطوفان- مسلسل- 2004م
- بقايا رماد- مسلسل- 2002م
- زمن عماد- مسلسل سباعية- 2002م (مخرج منفذ)
- نجاتي وحرمه- مسلسل- 2002م ، (مخرج منفذ).
- امواج الحلم والانتظار- مسلسل- 2001م
- ذي قار: يوم من أيام العرب- مسلسل- 2001م، (مخرج مساعد)
- البحر أيوب- مسلسل- 1998م ، (مخرج منفذ)
- عرس الصقر- مسلسل- 1998م، (مساهمة فنية)
- قمر وسحر- مسلسل- 1998م، (مخرج مساعد)
- سر القرية- مسلسل- 1997م، (مساعد مخرج أول)
- سلامة تسلمك- مسلسل- 1996م، (مساعد مخرج)
- الطريق إلي المجهول- مسلسل.
- بذور الحب- مسلسل، (مساعد مخرج)
- رحلة زمن- مسلسل، (مساعد مخرج)
- ستأتي في السابعة- سهرة تلفزيونية، (مساعد مخرج)

### تمثيل
- ابناء الضياع- مسلسل- 1988م، وقام سائد بدور الطفل (غسان)
- الرصيف البارد- مسلسل- 1988م ، دور طفل
- كلمة أخيرة- مسلسل- دور طفل.
- أوراق الدالية- مسلسل- دور طفل
- مسرح الحياة- مسلسل.
- جلجامش- عمل مسرحي.